# ایلونا مسی
ایلونا مسی (انگلیسی: Ilona Massey; ۱۶ ژوئن ۱۹۱۰ – ۲۰ اوت ۱۹۷۴) یک هنرپیشه اهل ایالات متحده آمریکا بود. از فیلم‌های او می‌توان به عاشق‌پیشه اشاره نمود.